# Kriss Romani
Kriss Romani est un film français réalisé par Jean Schmidt, sorti en 1963.

## Synopsis
Le comportement de la jeune Saga, dont le mariage avec Marco a été promis par son père, est soumis au jugement du tribunal coutumier, la kriss, dans un camp de tziganes de la banlieue parisienne.

## Fiche technique
- Titre : Kriss Romani
- Réalisation : Jean Schmidt
- Conseiller technique : Francis Caillaud
- Scénario et dialogues : Jean Schmidt
- Script-girl : Annie Rozier
- Directeur de la photographie : Jean Badal
- Cameraman : Jean Charvein
- Son : Jacques Maumont
- Décors : Roger Briaucourt
- Musique : André Hajdu
- Montage : Leonide Azar, assisté de Marie-Louise Derrien
- Producteur : Sacha Gordine
- Directeur de production : Bernard Deflandre
- Production : Les Films du fleuve
- Pays de production :  France
- Tournage : du 17 mai au 27 juillet 1962 à Argenteuil
- Genre : Film dramatique
- Durée : 88 minutes
- Date de sortie : 
  - France : 24 mai 1963

## Distribution
- Catherine Rouvel : Saga
- Germaine Kerjean : Tinka
- Lila Kedrova : Kiri
- Gregori Chmara : Le Krissnitory
- Charles Moulin : Le Baralino
- François Darbon : Djorge, le père
- Jacques David
- Georges Micolici : Marco, le fiancé
- Joël Barbouth : le voleur de clous
- Jean-Pierre Scantamburlo : Christos
- Alfred Baillou : O'Beng, le Diable
- Lionel Lemonon : La Ficelle
- Joseph Binoff : Ballo
- Nina Demestre : Puce
- Gérard Croce : un garde de Pilate
- Gérard Darrieu : le patron du bar
- André Gaillard : le commis de Pilate
- Michel Modo : un garde de Pilate

## Sélection
- 1969 : Festival de Cannes (Quinzaine des réalisateurs)